# Championnat d'Europe de course aux points féminin (moins de 23 ans)
Le Championnat d'Europe de course aux points féminin moins de 23 ans est le championnat d'Europe de course aux points organisé annuellement par l'Union européenne de cyclisme (UEC) pour les cyclistes âgées de moins de 23 ans. Le championnat organisé depuis 2001, a lieu dans le cadre des championnats d'Europe de cyclisme sur piste juniors et espoirs. Un championnat d'Europe espoirs existait déjà en 1999, mais il n'était pas organisé par l'UEC.

## Palmarès

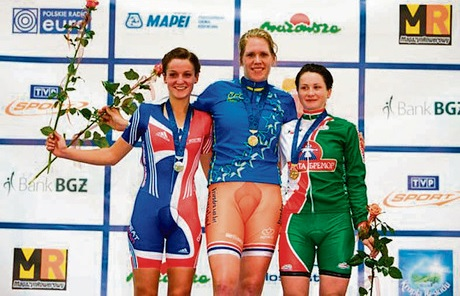
Podium de l'édition 2008 : Elizabeth Armitstead, Ellen van Dijk et Aksana Papko (de gauche à droite).

| Année | Or                | Argent            | Bronze         |
| ----- | ----------------- | ----------------- | -------------- |
| 1999  | Mirella van Melis | Szilvia Szabolcsi | Cornelia Cyrus |

| Année | Or                   | Argent                    | Bronze                    |
| ----- | -------------------- | ------------------------- | ------------------------- |
| 2001  | Lada Kozlíková       | Lyudmyla Vypyraylo        | Katrin Meinke             |
| 2002  | Vera Koedooder       | Giorgia Bronzini          | Yulia Aroustamova         |
| 2003  | Giorgia Bronzini     | Eleonora Soldo            | Oxana Kostenko            |
| 2004  | Charlotte Becker     | Débora Gálvez Lopez       | Tatsiana Sharakova        |
| 2005  | Charlotte Becker     | Giorgia Bronzini          | Nina Köhn                 |
| 2006  | Marlijn Binnendijk   | Irina Zemlyanskaya        | Jarmila Machačová         |
| 2007  | Marlijn Binnendijk   | Elizabeth Armitstead      | Anastasia Tchulkova       |
| 2008  | Ellen van Dijk       | Elizabeth Armitstead      | Aksana Papko              |
| 2009  | Marta Tagliaferro    | Victoria Kondel           | Lesya Kalitovska          |
| 2010  | Aksana Papko         | Marta Tagliaferro         | Jolien D'Hoore            |
| 2011  | Valentina Scandolara | Katie Colclough           | Katarzyna Pawłowska       |
| 2012  | Jolien D'Hoore       | Elena Cecchini            | Maria Giulia Confalonieri |
| 2013  | Laura Trott          | Elinor Barker             | Maria Giulia Confalonieri |
| 2014  | Elena Cecchini       | Maria Giulia Confalonieri | Aleksandra Chekina        |
| 2015  | Gulnaz Badykova      | Ina Savenka               | Polina Pivovarova         |
| 2016  | Lotte Kopecky        | Emily Nelson              | Tatjana Paller            |
| 2017  | Tatjana Paller       | Amalie Dideriksen         | Manon Lloyd               |
| 2018  | Diana Klimova        | Aksana Salauyeva          | Valentine Fortin          |
| 2019  | Natalia Studenikina  | Wiktoria Pikulik          | Shari Bossuyt             |
| 2020  | Silvia Zanardi       | Shari Bossuyt             | Franziska Brauße          |
| 2021  | Silvia Zanardi       | Shari Bossuyt             | Viktoriia Yaroshenko      |
| 2022  | Silvia Zanardi       | Daniek Hengeveld          | Kristina Nenadovic        |
| 2023  | Lara Gillespie       | Maike van der Duin        | Tetiana Yashchenko        |
| 2024  | Ainara Albert        | Zuzanna Chylińska         | Maddie Leech              |
| 2025  | Alena Ivanchenko     | Ainara Albert             | Luca Vierstraete          |